# 江崎玲於奈

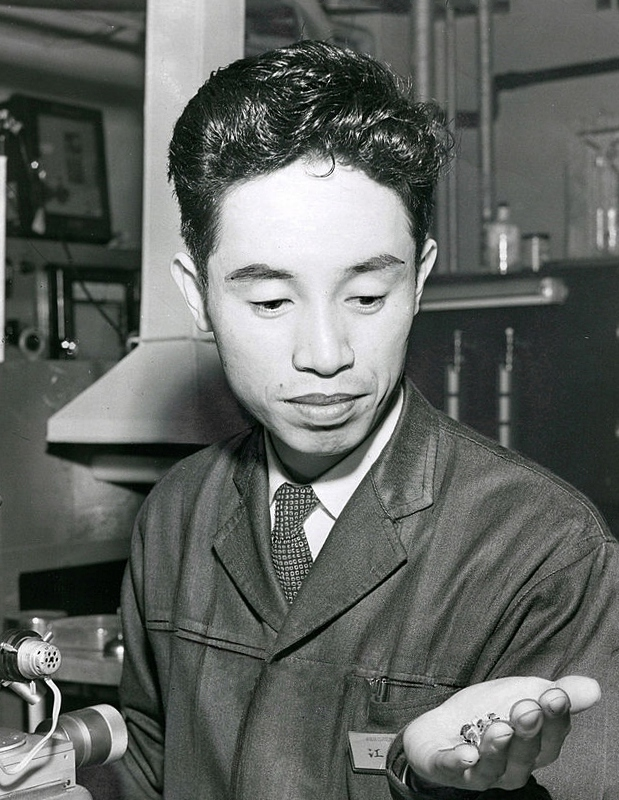
1959年撮影

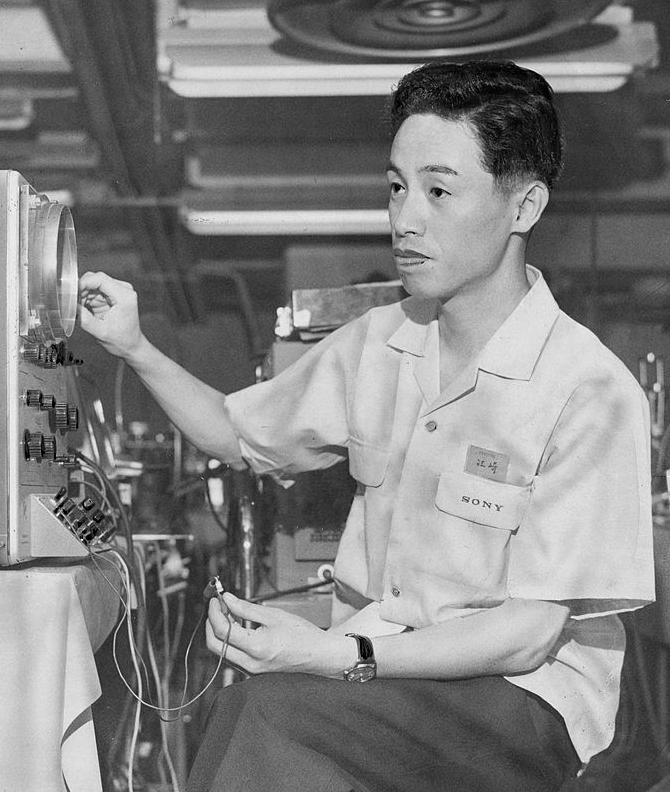
東京でソニーに勤務
（1959年6月27日）

江崎 玲於奈（えさき れおな、1925年（大正14年）3月12日 - ）は、日本の物理学者。日本国外においてはレオ・エサキ（Leo Esaki）の名で知られる。
1973年（昭和48年）、トンネル効果の研究に関連して、アイヴァー・ジェーバー、ブライアン・ジョゼフソンとともにノーベル物理学賞を受賞し、日本人としては4人目となるノーベル賞受賞者となった。
文化勲章受章者、勲一等旭日大綬章受章者。学位は博士（理学）（東京大学・1959年）。

## 人物・来歴
大阪府中河内郡高井田村（後の同郡布施町、さらに布施市、現在の東大阪市布施地区）で生まれ、1947年に東京帝国大学を卒業し、川西機械製作所（後の神戸工業株式会社、現在のデンソーテン）に入社、真空管の陰極からの熱電子放出の研究を行った。1956年、東京通信工業株式会社（現在のソニー）に移籍する。半導体研究室の主任研究員として、PN接合ダイオードの研究に着手し、約1年間の試行錯誤の後、ゲルマニウムのPN接合幅を薄くすると、その電流電圧特性はトンネル効果による影響が支配的となり、電圧を大きくするほど逆に電流が減少するという負性抵抗を示すことを発見した。
発見の顛末については、当時東通工が製造していたゲルマニウムトランジスタの不良品解析において、偶然トンネル効果を持つトランジスタ（製品としては使い物にならない）が見つかったことが発見のきっかけであることが、後にNHKスペシャル「電子立国日本の自叙伝」の中で当時の関係者により語られている（詳しくはトランジスタラジオ#日本における歴史を参照）。
この発見は、物理学において固体でのトンネル効果を初めて実証した例であり、かつ電子工学においてトンネルダイオード（またはエサキダイオード）という新しい電子デバイスの誕生であった。この成果により、1959年に東京大学から博士の学位を授与されている。学位論文は「薄いp-n接合における新現象」。
1973年には、超伝導体内での同じくトンネル効果について功績のあったアイヴァー・ジェーバーと共にノーベル物理学賞を受賞した。同年の物理学賞はジョセフソン効果のブライアン・ジョゼフソンにも与えられている（賞金はジョセフソンが1/2、江崎とジェーバーが1/4ずつ）。
1960年、米国IBM トーマス・J・ワトソン研究所に移籍。磁場と電場の下における新しいタイプの電子－フォノン相互作用や、トンネル分光の研究を行った。さらに分子線エピタキシー法を開発し、これを用いて半導体超格子構造を作ることに成功した。
1992年、筑波大学学長に就任した。卒業式の祝辞で、IBM での勤務経験から、「 コンピューターのように、ただプログラムを処理するだけでは駄目だ。人間は与えられたプログラムを拒否する事が、ある 」等と述べた。学長として6年、産・官・学連携の拠点として先端学際領域研究センター（TARAセンター）の立ち上げ等、大学改革の推進を行った
。
2000年、首相の小渕恵三からの要請により、教育改革国民会議の座長に就任。合計13回の全体会議等を通じ、「教育を変える17の提言」を骨子とする最終報告を纏め上げた。
2003年にナノサイエンス分野の業績を顕彰する科学賞として江崎玲於奈賞が創設され、その選考委員長に就任した。そのほか日本学術振興会賞、沖縄平和賞などの選考委員も務めている。
2025年3月現在、存命の日本人ノーベル賞受賞者では最古参であり、唯一1970年代以前の受賞者である。また、1981年9月に湯川秀樹が死去してから、同年福井謙一の受賞が決まるまでの間は、江崎が存命する唯一かつ最高齢の日本人ノーベル賞受賞者となっていた。さらに1998年に福井謙一が死去してから、2008年に南部陽一郎受賞が決まるまでは再び最高齡の日本人ノーベル賞受賞者となり、2015年に南部陽一郎が死去して以降は、三度最高齡の日本人ノーベル賞受賞者となった。2025年3月12日に、満100歳の誕生日を迎えた。日本人のノーベル賞受賞者が満100歳になるのはこれが初めてである。

## 発言
「玲於奈」という珍しい名前の由来について、以下のように語っている。
父は最初、獅子の如く勇敢になれということで「レオ」にしようと思ったのですが、今までにない名前ですから役所の人が驚いて「レオナ」とする方が据わりが良いのではと言ってきた、という話を母から聞きました。レオナルド・ダ・ヴィンチをまねしたといってもいいかもしれませんが、父が世界に通じる名前をと考えたのは、その頃大正デモクラシーが叫ばれ、産業の都である大阪が大変栄えていた背景があります。外国に行くとレオというのは非常に簡単で、みんな覚えてくれる。国際的に活躍するのには、良い名前だと思います。
子供の頃に患っていた吃音症について、以下のように語っている。

小学校で私が直面した問題は吃音であった。思うようにコミュニケーションができない。これはちょっとした苦痛だった。これについては母が自責の念にかられた、ちょっとした物語がある。1927年8月、私は2歳5か月くらいで全く覚えていないが、淡路島の南に位置する沼島という小さな島に滞在して夏の海辺を楽しんでいた。ところが滞在した家に5歳くらいの悪さをする女の子がおり、たまたま縁側にいた私を後ろから突き落としたというのである。
母が急いで私を抱き上げたが声が出ず、しばらくしてやっと口をきいたまではよいが、発音がひどく不自由になり、それがすぐには治らなかったという。腹式呼吸とか、様々な治療を試みたが効果は乏しかった。しかし、大きくなるにつれて、吃音は次第に姿を消してくれた。下手な英語では不思議にほとんど不自由はなかった。

私は早くから、自分は自然を相手とするサイエンスの研究に適した人間ではないかと思っていたが、それは人とあまり話さなくてもよいという条件にかなっていたからである。従って私の場合、吃音はノーベル物理学賞の受賞には、ひょっとするとプラスに働いたのかもしれない。
1994年夏のリンダウ・ノーベル賞受賞者会議で、江崎は「ノーベル賞を取るために、してはいけない5か条」のリストを提案している。
原文：Esaki's “five don’ts” rules
1. Don’t allow yourself to be trapped by your past experiences.
2. Don’t allow yourself to become overly attached to any one authority in your field – the great professor, perhaps.
3. Don’t hold on to what you don’t need.
4. Don’t avoid confrontation.
5. Don’t forget your spirit of childhood curiosity.

日本語訳
1. 今までの行き掛かりにとらわれてはいけない。 呪縛やしがらみに捉われると、洞察力は鈍り、創造力は発揮できない。
2. 大先生を尊敬するのはよいが、のめり込んではいけない。
3. 情報の大波の中で、自分に無用なものまでも抱え込んではいけない。
4. 自分の主義を貫くため、戦う事を避けてはいけない。
5. いつまでも初々しい感性と飽くなき好奇心を失ってはいけない。

2000年、教育改革国民会議委員として、以下の発言をする
人間の能力は二つの要因によって定まる。一つは持って生まれた“天性”、即ち遺伝情報であり、もう一つは環境による“育成”、即ち遺伝外情報取得である。一般的に、生物学者や優生学者は“天性”を重視し、社会学者や社会主義者は“育成”を重んずる傾向にあるが、“天性を見出し、育成に努める”のが教育の基本理念である。われわれの容姿や容貌、才能や素質、ある病気にかかる傾向が強いといった各人の特徴はすべてゲノム、遺伝情報としてDNAの中に刻み込まれており、この持って生まれたゲノムは宿命とでも言おうか、決して変えられないのだということ、勿論、平等ではないことを生徒、父母、教師すべて認めなければならない。“天性”を見出すとは、言わば、自分のゲノム解読なのであるが、先生の講話を聞き、級友達と交流する教育環境の中で、知性、感性の受ける様々な刺激が自己発見に結びつく。このように、先ず、自分の“天性”の発見に努め、次に、それが個性的な光彩を放つよう“天性”を最大限生かす“育成”を図るのが教育の目標である。このような教育が実行されれば、国民それぞれが生まれ持つ能力は最大限に発揮されることになり、我が国の社会の活力は限りなく増大することは明らかであろう。

## 略歴
- 1925年 - 建築技師である江崎壮一郎の長男として、大阪府[1]中河内郡高井田村（現在の東大阪市）に生まれ、京都市で育つ。

京都市立第四錦林尋常小学校から、京都府立京都第一中学校の入試に失敗し、兵庫県師範学校御影附属小学校高等科を経て同志社中学校に進む。中学校は四年修了で第三高等学校（いずれも旧制学校）に進み、1944年に東京帝国大学に入学。杉山報公会奨学生だった。
- 1947年
  - 東京帝国大学理学部物理学科卒業。
  - 株式会社川西機械製作所（後の神戸工業株式会社、さらに富士通テン株式会社、現在のデンソーテン）に勤務。
- 1956年 - 東京通信工業株式会社（現在のソニー株式会社）に勤務。
- 1959年 - 東京大学から理学博士の学位を授与される。論文は「薄いp-n接合における新現象」[10]。
- 1960年
  - 米国IBM トーマス・J・ワトソン研究所に勤務。
  - IBM主任研究員
- 1975年 - 日本学士院会員
- 1976年 - 全米科学アカデミー外国会員
- 1992年 - 筑波大学学長に就任。
- 2000年 - 教育改革国民会議座長、芝浦工業大学学長に就任。
- 2006年 - 横浜薬科大学学長に就任。

### 受賞歴
- 1959年 - 仁科記念賞、朝日賞
- 1960年 - 東レ科学技術賞
- 1961年 - モーリス・N・リーブマン記念賞（米IRE、後のIEEE）、スチュアート・バレンタイン・メダル（米フランクリン協会）
- 1965年 - 日本学士院賞
- 1973年 - ノーベル物理学賞
- 1985年 - ジェームス・C・マックグラディ新材料賞
- 1991年 - IEEE栄誉賞
- 1998年 - 日本国際賞[11]

### 勲章・栄典
- 1974年 - 文化勲章
- 1998年 - 勲一等旭日大綬章

## 社会的活動
- 日本学術振興会21世紀COEプログラムプログラム委員会委員長（平成18年度）
- 財団法人茨城県科学技術振興財団理事長
- 財団法人国際開発高等教育機構評議員
- 日本新事業支援機関協議会名誉会長
- 財団法人日本オペラ振興会顧問
- 財団法人山田科学振興財団理事
- 財団法人国際科学振興財団評議員
- 社団法人科学技術国際交流センター評議員
- 財団法人下中記念財団理事
- 財団法人社会経済生産性本部評議員
- 財団法人仁科記念財団理事
- 特定非営利活動法人日本自動車殿堂顧問

## 著書

### 単著
- 『トンネルの長い旅路』講談社、1974年11月。
- 『新・日本イソップ物語 一科学者の提言』日刊工業新聞社、1978年4月。
- 『アメリカと日本 ニューヨークで考える』読売新聞社、1980年6月。ISBN 9784643534702。
- 『日本とアメリカ 甲南大学創立30周年記念講演会・講演録』甲南大学、1983年3月。
- 『創造の風土 ニューヨークから』読売新聞社、1984年1月。ISBN 9784643541502。
- 『アメリカと日本』三笠書房〈知的生きかた文庫〉、1987年7月。ISBN 9784837901723。
- 『創造の風土』三笠書房〈知的生きかた文庫〉、1987年11月。ISBN 9784837901976。
- 『個人人間の時代 ニューヨークから』読売新聞社、1988年4月。ISBN 9784643880427。
- 『個性と創造』読売新聞社、1993年12月。ISBN 9784643930726。
- 『サイエンスの進歩が意味するもの』同志社大学出版部〈新島講座〉、1994年6月。ISBN 9784924608399。
- 『創造力の育て方・鍛え方』講談社、1997年2月。ISBN 9784062079068。
- 日本経済新聞社編 編『限界への挑戦』日本経済新聞出版社〈私の履歴書〉、2007年9月。ISBN 9784532166359。
- 滝田恭子編集協力 編『オプションを活かそう 選択が人生を決める』中央公論新社、2013年10月。ISBN 9784120045561。
- 『「未知」という選択 世界のレオ創造の軌跡』神奈川新聞社〈わが人生 12〉、2017年1月。ISBN 9784876455614。

### 共著
- 『創造性への対話 江崎玲於奈対談集』中央公論社〈自然選書〉、1974年10月。
- 江崎玲於奈、広中平祐『日本を語る』毎日新聞社、1977年3月。
- 福井謙一、江崎玲於奈『科学と人間を語る』共同通信社、1982年6月。ISBN 9784764101142。
- 江崎玲於奈、西川哲治 著、未来の夢をひらく会編 編『科学革命 日本生き残りの戦略』ダイヤモンド社、1983年2月。
- 『日本人の選択 世界のなかの日本』小学館〈小学館創造選書 96〉、1985年11月。ISBN 9784098200962。
- 日本創造学会編 編『日本の科学者と創造性』共立出版〈創造性研究 5〉、1987年11月。ISBN 9784320008595。
- 牧野昇、江崎玲於奈『総予測21世紀の技術革新』工業調査会、2000年11月。ISBN 9784769361350。
- 『家族の力はとり戻せるか 世界五大学長が語る新世紀』中央公論新社〈中公新書ラクレ 9〉、2001年5月。ISBN 9784121500090。

### 監修
- 『コンピュータ・社会・経済 新情報社会の構想』江崎玲於奈日本語版監修、コンピュータ・エージ社〈The computer age series 第1巻〉、1980年11月。
- 『コンピュータ・個人・生活 新情報社会への展望』江崎玲於奈日本語版監修、コンピュータ・エージ社〈The computer age series 第2巻〉、1980年11月。
- 『コンピュータ・科学・技術 新情報社会の推進技術』江崎玲於奈日本語版監修、コンピュータ・エージ社〈The computer age series 第3巻〉、1980年11月。
- 『科学と大学の将来 日米大学長は語る』江崎玲於奈・尾上久雄監修、京都大学学術出版会、1995年7月。ISBN 9784876980215。

## 主な論文
- Leo Esaki, "New Phenomenon in Narrow Germanium p−n Junctions". Phys. Rev. 109, 603 (1958), doi:10.1103/PhysRev.109.603
- L. Esaki ; R. Tsu, "Superlattice and Negative Differential Conductivity in Semiconductors"  IBM Journal of Research and Development (Volume:14, Issue:1, Jan. 1970), doi:10.1147/rd.141.0061
- R. Tsu and L. Esaki, Tunneling in a finite superlattice Appl. Phys. Lett. 22, 562 (1973), doi:10.1063/1.1654509
- Leo Esaki, "Long Journey into Tunneling". Science  22 Mar 1974, Vol. 183, Issue 4130, pp. 1149-1155, doi:10.1126/science.183.4130.1149
- G. A. Sai-Halasz, L. Esaki, and W. A. Harrison, "InAs-GaSb superlattice energy structure and its semiconductor-semimetal transition". Phys. Rev. B 18, 2812 (1978), doi:10.1103/PhysRevB.18.2812
- 江崎玲於奈、半導体デバイスの誕生と発展 日本學士院紀要 1979年 36巻 suppl号 p.39-54, doi:10.2183/tja1948.36.suppl_39
- 江崎玲於奈、「創造的失敗」日本物理學會誌 69(3), 127, 2014-03-05, NAID 110009804931

## 参考資料
- 「私の履歴書」江崎玲於奈、日本経済新聞 2007年1月2日号～1月31日号
- 国立科学博物館：ノーベル賞受賞者9人の偉業．江崎玲於奈
- 「時代の証言者」江崎玲於奈、読売新聞
- 「真空管から半導体への“トンネル”の思い出」江崎玲於奈、『日本の物理学史』 pp. 478-496